# Edward Joshua Cooper
Edward Joshua Cooper (né en mai 1798 et décédé le 23 avril 1863) est un propriétaire foncier, homme politique et astronome irlandais du château de Markree (en) dans le comté de Sligo. Il siège à la Chambre des communes du Royaume-Uni de 1830 à 1841 et de 1857 à 1859, mais il est surtout connu pour l'astronomie et comme créateur de l'observatoire Markree.
Son observatoire abritait le plus grand télescope réfringent (télescope avec lentille) des années 1830 (une lentille Cauchoix de Paris de qualité astronomique de près de 14 pouces, la plus grande au monde), et l'astéroïde (9) Métis y est découvert dans les années 1840 par son assistant Andrew Graham. Plusieurs catalogues astronomiques y sont également réalisées au XIXe siècle.

## Jeunesse et famille
Cooper est le fils aîné du député Edward Synge Cooper (en) (né en 1762 et décédé en 1830) et de son épouse Anne Verelst, fille du gouverneur du Bengale Harry Verelst (en). Il fait ses études à la Royal School of Armagh (en) d'Armagh, au Collège d'Eton, puis Christ Church à Oxford.
Il épouse Sophia L'Estrange, fille du colonel Henry Peisley L'Estrange de Moystown, de Cloghan (en). Ils n'ont pas d'enfants, mais il a cinq filles avec sa seconde épouse Sarah Frances Wynne, fille d'Owen Wynne (en) (député de Hazelwood House (en), à Sligo).

## Astronomie
Cooper quitte Oxford après deux ans sans obtenir de diplôme. Il passe la majeure partie de la décennie suivante à voyager à l'étranger, poursuivant un intérêt pour l'astronomie qui aurait été nourri par sa mère, et développé comme écolier à Armagh lors de visites à l'observatoire d'Armagh. Il voyage avec des instruments portables, qu'il utilise pour calculer les latitudes et les longitudes des lieux visités et évaluer leur potentiel d'observation astronomique. Il accumule une masse de données géographiques qu'il n'a jamais publiées.
Ses premiers voyages le conduisent en Méditerranée et en Égypte, puis vers l'est, en Turquie et en Perse. De 1824 à 1825, il traverse le Danemark, la Suède et la Norvège jusqu'au Cap Nord. Il conclut que Munich et Nice sont les endroits d'Europe les mieux adaptés à l'observation astronomique.
À la mort de son père en 1830, il lui succède en tant que gérant du château et du domaine de Markree au nom du frère aîné de son père, Joshua Edward Cooper (en). Quand Joshua Edward meurt sans enfant en 1837, il hérite de Markree.
Une fois nommé gérant, il commence à créer des installations pour l'astronomie, qui deviennent l'observatoire Markree. En 1831, il achète pour 1 200 £ le plus grand objectif en verre qui existe à l'époque. Fabriqué par l'opticien français Robert-Aglaé Cauchoix, il a une ouverture de 13⅓ pouces (33,9 cm) de diamètre et une distance focale de 25 pieds (7,6 m). Le télescope est initialement monté sur un support en bois, mais l'arrivée de la grande lentille attire l'attention du Dr Thomas Romney Robinson (devenu directeur de l'observatoire d'Armagh en 1823 et un ami de Cooper). Selon la suggestion de Robinson, le télescope est retiré de son support temporaire alt-azimut et monté équatorialement par Thomas Grubb (en) de Dublin, avec l'innovation d'un tube et d'un support en fonte, au lieu des supports en bois précédemment utilisés (il s'agit de la première commande majeure de Grubb, qui est assidûment promu par Robinson et devient par la suite producteur réputé de télescopes pour les observatoires du monde entier). Cependant, on juge peu pratique de construire un dôme de la taille requise, c'est pourquoi l'instrument est installé à l'extérieur et reste découvert. Cooper utilise le télescope pour observer la comète de Halley en 1835 et pour observer l'éclipse solaire du 15 mai 1836.
L'observatoire est agrandi avec un transit de cinq pieds par Troughton et une lunette méridienne de trois pieds de diamètre, équipé d'un télescope de sept pouces qui a été commandé en 1839 lors d'une visite aux œuvres d'Ertel en Bavière. En 1842, il achète un chercheur de comète (en), également fabriqué par Ertel. En 1851, Markree est décrit comme « sans aucun doute l'observatoire privé le plus richement meublé ».
Le travail diligent de Cooper à l'observatoire est rejoint en mars 1842 par un assistant, Andrew Graham, qui donne une nouvelle impulsion à son activité. De 1842 à 1843, les deux hommes travaillent ensemble pour enregistrer avec précision les positions de cinquante étoiles à moins de deux degrés du pôle. Graham commence les observations systématiques de planètes mineures sur le méridien.
La latitude et la longitude de Markree sont calculées en 1841 par un exercice conjoint avec Armagh,. En 1837, Robinson obtient des roquettes du Board of Ordnance à Woolwich, et un total de 76 roquettes sont tirées depuis Slieve Gullion (en) (une montagne dans le comté d'Armagh) pendant cinq nuits entre le 14 mai et le 23 mai. Les fusées sont observées simultanément depuis l'observatoire d'Armagh de l'observatoire Dunsink dans le comté de Dublin, et les données et sont utilisées pour calculer la latitude et la longitude. La même technique est utilisée à nouveau en août 1841 pour déterminer l'emplacement de Markree. Des roquettes sont tirées depuis Culkagh Mountain, à environ 6 miles au nord-est de Lough Allen, et le moment précis de leur extinction est observé à la fois à Markree et à Armagh. Les résultats ne varient que de 0,03 seconde par rapport à la moyenne des 15 chronomètres prêtés par Dent (en) à Londres.
Des principes similaires sont appliqués du 10 au 12 août 1847 pour calculer la différence de longitude entre Markree et Killiney, à quatre-vingt-dix-huit milles dans le comté de Dublin. Cette fois, des étoiles filantes sont observées simultanément par Cooper à Killiney et Graham à Markree,.
Le 25 avril 1848, Graham utilise le chercheur de comètes Ertel à Markree pour découvrir une neuvième planète mineure. Il est nommé « (9) Métis » à la suggestion du Dr Robinson, car sa détection fait suite à l'adoption d'un plan de travail établi par Cooper. (9) Métis est le seul astéroïde jamais découvert par observation depuis l'Irlande, jusqu'à la découverte en 2008 de TM9.
Les registres météorologiques sont tenus en permanence à Markree pendant trente années à partir de 1833, la plupart des résultats étant communiqués à la Royal Meteorological Society. De 1844 à 1845, Cooper et Graham effectuent un voyage astronomique à travers la France, l'Allemagne et l'Italie. Ils apportent le grand réfracteur, qui était monté sur un support en bois avec des mouvements d'altitude et d'azimut, et que Cooper utilise pour dessiner la nébuleuse d'Orion. Le 7 février 1845, il l'utilise pour détecter indépendamment à Naples une comète déjà observée dans l'hémisphère sud.
À partir du moment où la possibilité de nouvelles découvertes planétaires a été rappelée à l'attention des astronomes par la découverte de (5) Astrée le 8 décembre 1845, Cooper a en vue d'étendre les cartes stellaires alors en cours à Berlin, de manière à y inclure les étoiles de 12e ou 13e magnitude. Une connaissance approfondie des étoiles écliptiques était cependant indispensable pour faciliter la recherche planétaire — l'objectif principal de Cooper — et les cartes de Berlin ne couvrent qu'une zone équatoriale de 30 degrés. Il se résout donc à construire un ensemble de cartes stellaires écliptiques de quatre fois les dimensions linéaires du « Horæ » préparé à Berlin. Les observations à cet effet commencent en août 1848 et se poursuivent jusqu'à la démission de Graham en juin 1860. Les résultats sont imprimés aux frais du gouvernement en quatre volumes avec le titre « Catalogue of Stars near the Ecliptic observed at Markree » (Dublin, de 1851 à 1856). Ils contiennent les emplacements approximatifs de 60 066 étoiles (Époque : 1850) à 3 degrés de l'écliptique, donc seulement 8 965 étaient déjà connues. Une liste de 77 étoiles disparues dans les catalogues récents, ou perdues au cours des observations, forme une annexe d'un curieux intérêt. Les cartes correspondant à ce vaste catalogue offert par ses filles après la mort de Cooper à l'université de Cambridge, sont jusqu'à présent restées inédites. Le 5e volume promis de Star Places n'a pas non plus été publié. Pour ce service remarquable rendu à l'astronomie, dans lequel il prend une part personnelle importante, Cooper reçoit en 1858 la médaille d'or Cunningham de l'Académie royale d'Irlande. Il esy membre de cet organisme depuis 1832 et est élu membre de la Royal Society le 2 juin 1853.
Cooper a observé et dessiné la comète de Halley en 1835 ; La comète de Mauvais de 1844 est observée et son orbite calculée par lui lors d'une visite au château de Weyerburg, près d'Innsbrück (Astr. Nach. xxii. 131, 209). Les éléments et autres données relatifs à 198 de ces corps, rassemblées à partir de sources dispersées pendant plusieurs années, sont finalement classés et publiés par lui dans un volume intitulé « Cometic Orbits, with copieux Notes and Addenda » (Dublin, 1852). Bien que partiellement anticipées par la liste de Galle de 178 ensembles d'éléments annexés à l'édition de 1847 de « Abhandlung » d'Olbers, les informations physiques et historiques recueillies dans les notes sont restées d'une valeur permanente et on constitué l'ouvrage des plus utiles comme manuel de référence. La préface contient des statistiques sur la répartition en longitude des périhélies et des nœuds des orbites planétaires et cométaires, montrant ce qui semble plus qu'une agrégation fortuite en un seul demi-cercle. Des communications sur le même point sont présentées par lui à la Royal Astronomical Society en 1853 (Monthly Notices, xiv. 68), à la Royal Society en 1855 (Proc. vii. 295) et à la British Science Association en 1858 (Rapport. ii. 27).
Le 22 octobre 1852, il découvre NGC 46, une étoile de la constellation des Poissons qu'il identifie à tort comme une nébuleuse.

## Politique
Aux élections générales de 1830, Cooper est élu comme l'un des deux députés du comté de Sligo. Sa famille a occupé l'un des deux sièges de Sligo pendant la majeure partie du siècle précédent ; son père, qui occupait le siège jusqu'à la dissolution, est décédé au cours des 3 jours du scrutin.
La politique du comté est dominée par les intérêts de ses grands propriétaires fonciers protestants. La famille Wynne de Hazelwood contrôle l'arrondissement de Sligo, tandis que la représentation du comté reflète la force des Coopers, des O'Haras d'Annaghmore et des Percevals de Temple House (en) dans le comté de Sligo. Lors de la dissolution, le deuxième siège de Sligo est occupé par Henry King (en), frère du vicomte Lorton. Cependant, ces deux conservateurs protestants sont défiés par un parti indépendant qui réclame le retour de « représentants libéraux et éclairés ».
Le candidat des indépendants est Fitzstephen French (en) de Frenchpark (en) à Roscommon, frère du député Arthur French (en). Contrairement aux députés en exercice, French soutient l'émancipation catholique et proclame son adhésion « non pas aux principes whigs ou conservateurs, mais aux principes des Irlandais ». Dans le cadre du compromis qui a permis la promulgation du Roman Catholic Relief Act 1829, la représentation de 40 shilling a été privée de leurs droits. Cependant, avec le droit de vote quintuplé de 10 £, le nombre d'électeurs dans le comté de Sligo tombe de plus de 5 000 à un peu plus de 600. Frenchest battu ; King est réélu avec 390 voix, et Cooper arrive en tête du scrutin avec 465 voix contre 116 pour French.
Au parlement, Cooper s'oppose au projet de loi de réforme de Grey lors de sa deuxième lecture en mars 1831, mais quelques jours plus tard, il présente une pétition de l'arrondissement de Sligo en faveur de la réforme. En avril, il présente une pétition anti-réforme du comté de Sligo et vote pour l'Amendement destructeur (en) qui fait échouer le projet de loi et fait tomber le gouvernement. Quelques jours avant le vote crucial, il déclare aux Communes que le projet de loi provoquerait « l'anéantissement total du protestantisme, par l'influence accrue qu'il donne aux catholiques dans les élections ».
Lors des élections générales de mai 1831, Cooper condamne l'échec du projet de loi de reforme comme étant précipité et est de nouveau en tête de scrutin. Lorsque le projet de loi de réforme révisé fut présenté aux Communes, il vota contre à la fois en deuxième et en troisième lecture. Il est réélu sans opposition en 1832 et 1835, et ne se représente pas en 1841, avant de revenir en 1857 pour un mandat.

## Religion
Cooper joue un rôle important dans le travail éditorial de la troisième édition du pamphlet pseuso-historique anti-catholique The Two Babylons d'Alexander Hislop. Le tract allègue que l'Église catholique est une continuation voilée de la religion païenne de Babylone, le produit d'une conspiration vieille de plusieurs millénaires. Toutes les affirmations majeures du livre sont complètement réfutées par l'érudition moderne.
La préface du livre fait l'éloge d'un collaboration anonyme. Cooper voulait rester anonyme lorsque le livre a été mis sous presse, mais dès la septième édition, une note de bas de page l'identifie comme éditeur mystère. Hislop loue l'attention méticuleuse aux détails de Cooper, sa vaste bibliothèque et ses vues sur le christianisme, et le remercie pour « la valeur incalculable du service que les travaux extraordinaires de mon aimable et désintéressé ami ont rendu à la cause du protestantisme universel ».

## Décès
Cooper est décédé à l'âge de 64 ans le 28 avril 1863. Il est enterré dans un caveau de l'Église d'Irlande à Ballisodare (en), aux côtés de sa seconde épouse, Sarah, décédée peu de temps avant lui. Selon William Doberck (sv), qui a commencé à travailler à l'observatoire une décennie plus tard, il a été un propriétaire aimable et en amélioration. L'Irish Examiner l'a décrit comme « célébré pour ses réalisation scientifiques, sa valeur morale et son caractère estimable ». L'avis nécrologique dans les actes de la Royal Society (en 1864), dit qu'il « était un gentil et bon propriétaire, faisant de grands efforts pour éduquer et améliorer ses nombreux locataires. Ses qualités personnelles étaient d'un ordre élevé. Irréprochable et fascinant en privé. IL était un chrétien sincère, un poète non négligeable, un linguiste accompli, un musicien exquis et possédait une gamme large et variée d'informations générales ».
Ses domaines passent à son neveu Edward Henry Cooper (en), qui néglige l'observatoire, avant de nommer une série de directeurs. L'observatoire est restauré sous la supervision de Doberck à partir de 1874, mais est utilisé principalement pour des enquêtes météorologiques. À la mort d'Edward Henry Cooper en 1902, l'observatoire est fermé et sa grande lentille envoyée à l'observatoire de Hong Kong. La bibliothèque de l'observatoire est transformée en garage et ses livres sont déversés dans un trou dans le sol d'une pièce voisine, qui était exposé à la pluie par une fente découverte du toit,.